# جغرافيا بنغلاديش
| \| \|                           |                  |
| القارة                          | آسيا             |
| المنطقة                         | جنوب آسيا        |
| إحداثيات جغرافية                |                  |
| المساحة                         | 147,570 كم² (94) |
| الشريط الساحلي                  |                  |
| الحدود الأرضية                  |                  |
| الدول المجاورة وطول الحدود معها |                  |
| أعلى نقطة                       |                  |
| أدنى نقطة                       |                  |
| فرق التوقيت                     |                  |
|                                 |                  |

جغرافيا بنغلاديش تعد بنغلاديش بلد نهرية منخفضة تقع في جنوب آسيا مع خط ساحلي كبير التي تتميز بمستنقعات الغابة حوالي 710 كم (441 ميل) على الساحل الشمالي لخليج البنغال. تشكلت بنغلاديش على شكل دلتا في مكان التقاء نهر الغانج (بادما) وبراهمابوترا (جامونا) وأنهار ميجنا وروافدها. تمتاز التربة الغرينية في بنغلاديش خصبة للغاية ولكنها عرضه للكوارث الطبيعية مثل الفيضانات والجفاف.
تقع معظم أجزاء بنغلاديش على ارتفاع يقل عن 12 متر (39.4 قدم) فوق مستوى سطح البحر، ويعتقد أن أرتفع مستوى البحر بمقدار واحد متر (3,28 قدم) فستغمر المياه 10% من أراضيها تقريبًا.

## وصلات خارجية
- Soil Maps of Bangladesh, European Digital Archive on the Soil Maps of the world